# پاچوکا

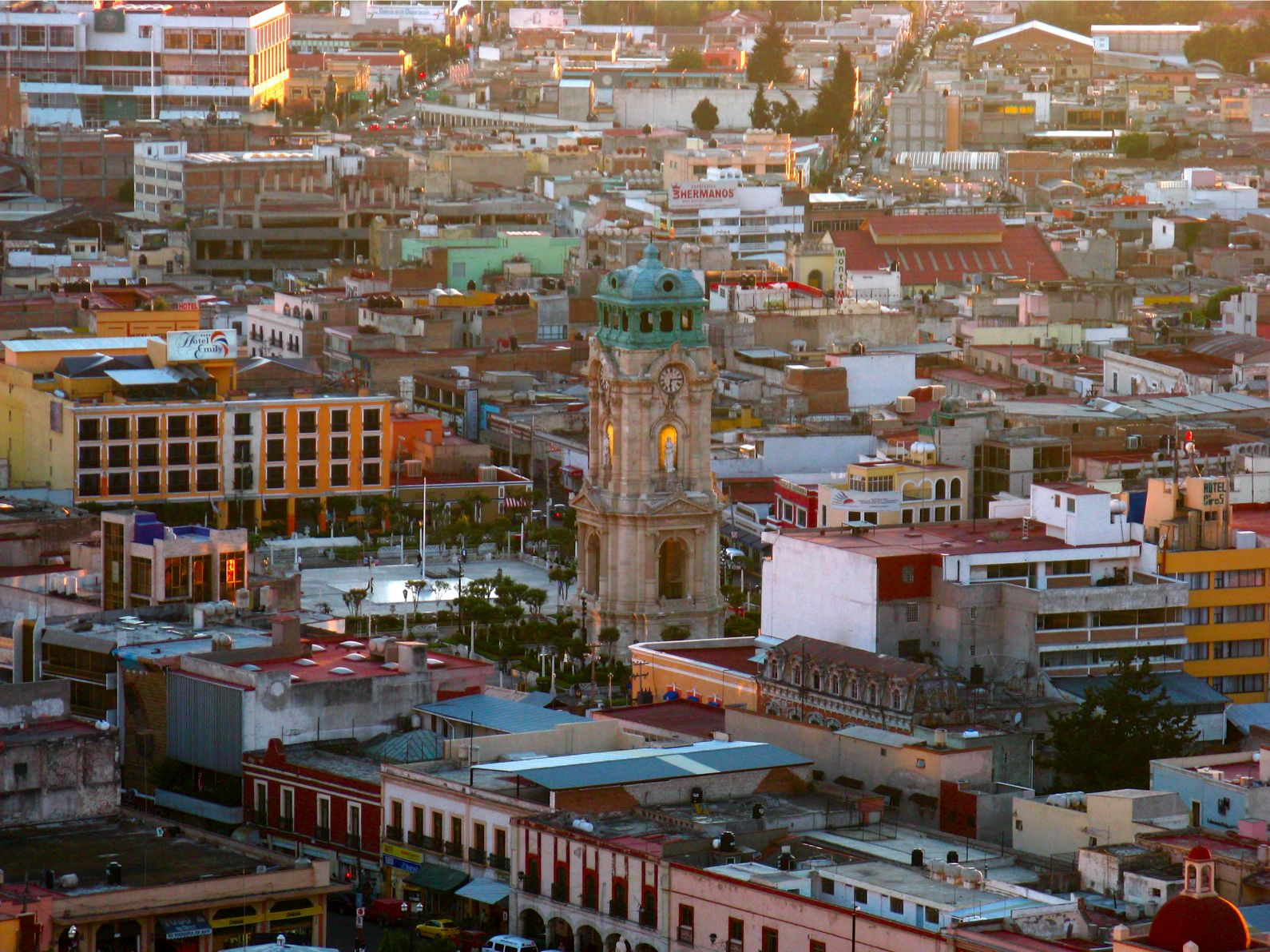

پاچوکا (به اسپانیایی: ۲۵۶٬۵۸۴) از شهرهای کشور مکزیک است که در ایالت ایالت ایدالگو قرار دارد و جمعیت آن طبق سرشماری سال ۲۰۱۰ میلادی ۲۷۵٬۵۷۸ نفر بوده است.